# Louis Georges Gouy
Louis Georges Gouy (Vals-les-Bains, Francia, 19 de febrero de 1854 - ibídem, 27 de enero de 1926) fue un físico francés. Es conocido por la balanza de Gouy, el modelo de doble capa de Gouy-Chapman (que es un modelo relativamente exitoso aunque limitado que describe la doble capa eléctrica y que tiene aplicaciones en amplias áreas de estudio, desde la física química a la biofísica) y la fase de Gouy.
Gouy nació en Vals-les-Bains, Ardèche, in 1854. Se convirtió en miembro correspondiente de la Academia de Ciencias de Francia en 1901 y en miembro pleno en 1913.

## Investigación

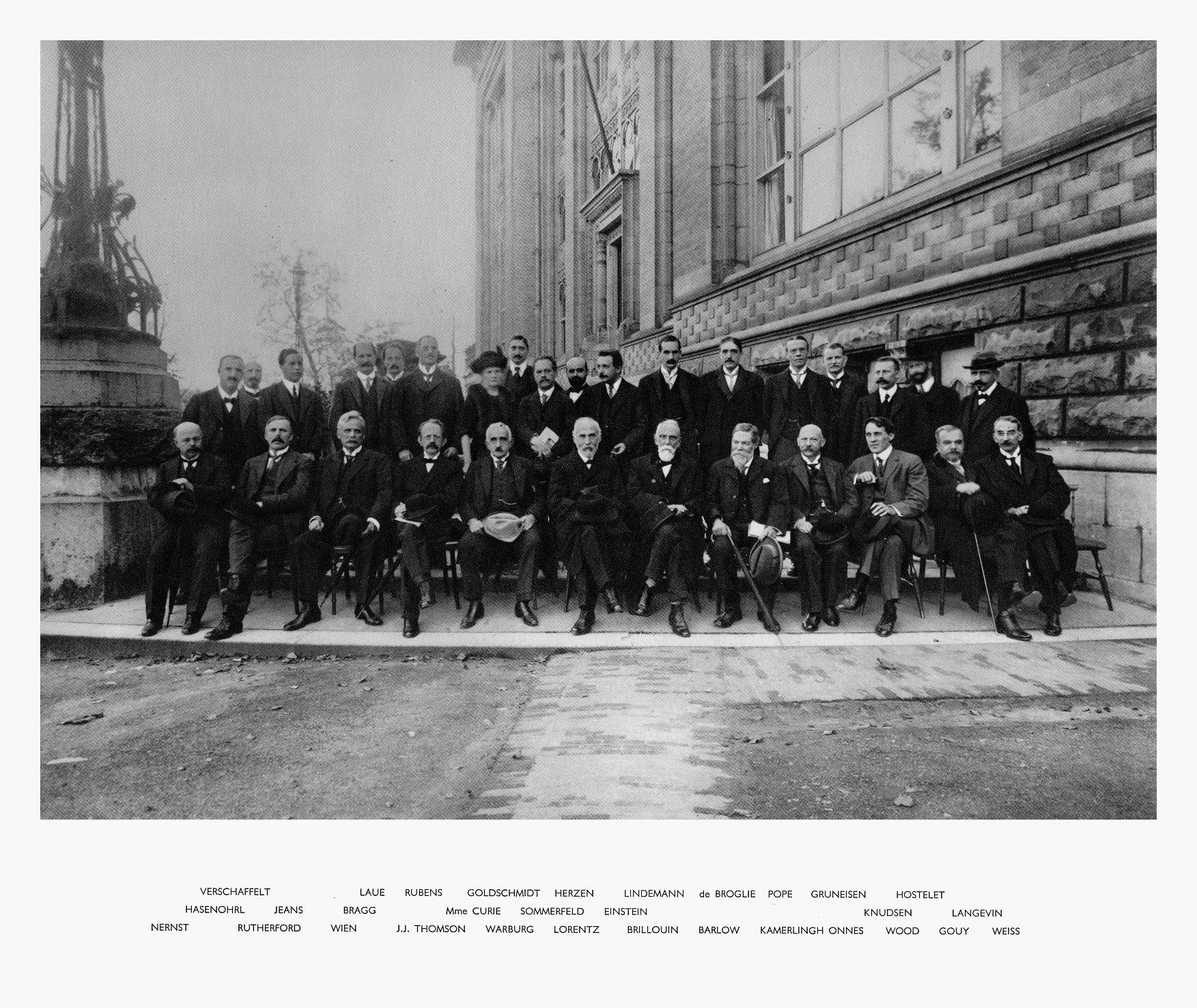
Congreso Solvay de 1913. Louis Georges Gouy está en la primera fila a la derecha.

Su principal trabajo científico estuvo relacionado con los siguientes temas.
- La velocidad de propagación de ondas de luz en medios dispersivos.
- Propagación de ondas esféricas de radio pequeño.
- Difracción distante (ángulos de dispersión de 150°).
- Electrostática, capacidad inductiva de los dieléctricos.
- Carga de superficie.
- Efecto del campo magnético en la descarga en gases enrarecidos.
- Electrocapilaridad.
- Capacidades de emisión de absorbentes en llamas.
- Movimiento browniano.
- Medida de la susceptibilidad magnética de complejos de metales de transición con una balanza de Gouy.